# Jerzy Chreptowicz
Jerzy Littawor Chreptowicz herbu Odrowąż (ur. 1586 w Wiszniewie w powiecie oszmiańskim, zm. 1650) – wojewoda nowogródzki od 1646, parnawski od 1645, kasztelan żmudzki od 1643 i smoleński od 1632, leśniczy merecki i orański, leśniczy przełajski w 1632 roku.
Syn Adama.
Wziął udział w wojnie polsko-szwedzkiej 1600-1611. W 1609 uczestniczył w zdobyciu Parnawy. Na czele własnego pocztu konnego wystąpił w wojnie polsko-rosyjskiej w 1615.

## Urzędy i funkcje
Jerzy Chreptowicz był synem Adama i Anny Komajewskiej. Trudno powiedzieć, gdzie się kształcił i jak spędził lata dziecinne. Zaręczył się w 1608 r.: Jerzy syn, mój zmówił w stan święty małżeński pannę Zuzannę Nonhortowną,  miesiąca lutego dnia trzeciego.
Początki kariery rozpoczął od służby wojskowej. Po zaręczynach wyjechał na wyprawę wojenną do Inflant i służył w rocie Jana Hlebowicza. W 1609 r. brał udział w zdobyciu Parnawy:  W tym samym roku w jednym z listów do Krzysztofa Radziwiłła Adam Chreptowicz pisał o tym, że słał sługę do swego syna Jerzego, właśnie do Inflant.
Od 1615 r. pozostawał Chreptowicz pod dowództwem hetmana polnego litewskiego Krzysztofa Radziwiłła i brał udział w walkach z Moskwą na czele własnego pocztu konnego liczącego 8 koni.
Przed 1630 r., Jerzy Chreptowicz był leśniczym orańskim, przełajskim i mereckim. W 1632 roku był elektorem Władysława IV Wazy z województwa wileńskiego. Albrycht Stanisław Radziwiłł w swoich zapiskach pod 1637 r. stwierdzał, że Chreptowicz został pozbawiony starostwa i leśnictwa, ponieważ nieludzko dręczył poddanych królewskich. O jakie dokładnie królewszczyzny tu chodziło – trudno dociec.
W 1639 r. Jerzy został mianowany kasztelanem smoleńskim.  Nominację na ten urząd dostał latem tego roku kiedy gościł króla w swoim dworze w Lipsku. W dużej mierze zawdzięczał to mianowanie wstawiennictwu A. S. Radziwiłla.  29 grudnia 1643 r. Chreptowicz postąpił na kasztelanię żmudzką po Alfonsie Lackim. Z kasztelana żmudzkiego został wojewodą parnawskim 12 stycznia 1645 r. po śmierci Jana Zawadzkiego. W kwietniu 1646 r., po zgonie swego zięcia Tomasza Sapiehy  objął województwo nowogródzkie.  Nominację tę zawdzięczał Chreptowicz również silnej i zdecydowanej protekcji A. S. Radziwiłła, który miał nawet z tego powodu zatarg z królem.
U Joachima Litawora Chreptowicza pojawia się wzmianka, jakoby Jerzy miał być wojewodą mścisławskim, przed objęciem województwa nowogródzkiego. Jest to błędna informacja, gdyż Jerzy nigdy nie piastował tego stanowiska.  Błąd ten powstał zapewne w związku z zapisem Kojałowicza, który przypisał województwo mścisławskie Jerzemu.  Piastując urząd wojewody nowogródzkiego, a co za tym idzie zasiadając w Senacie, nie wykazywał się Jerzy żadnymi zdolnościami ani nie podjął samodzielnej inicjatywy w sprawach politycznych. Był lojalnym wobec Radziwiłłów, którzy go w Senacie umieścili i wiernie realizował ich politykę.

## Dobra
Duże dobra odziedziczył Jerzy Chreptowicz po ojcu Adamie. Były to m.in.: Lipsk (bez Puszczy Krasnybór, którą odziedziczył brat – Eustachy) oraz cały kompleks dóbr w powiecie oszmiańskim z Wiszniewem. Żona wniosła mu w posagu, Gojcieniszki i Dowbuciszki w oszmiańskim. 10 stycznia 1612 r. Jerzy i Zuzanna Nonhartówna, kwitowali jej rodziców Piotra i Zuzannę z posagu.
Po powrocie z wojen zajął się Jerzy gospodarowaniem. Skupował dobra przyległe do Wiszniewa. W 1617 r. kupił od Bohdana Fursowicza folwark Berezynę, a następnie skupił drobne posiadłości ziemskie Tatarów, sąsiadujące z tym folwarkiem. W 1624 r. nabył od Krzysztofa Radziwiłła wieś Hanczary za 2000 zł.
Jerzy Chreptowicz wymurował kościół w Wiszniewie. Ufundował go Siemion Giedygałdowicz kasztelan wileński, który w 1424 r. uposażył parafię nadaniem dóbr Otmutt, 10 poddanych Żurawiej Góry, ziemi Gierymuszek, prawem łowienia ryb w rzece Sule i Brzezinie oraz dziesięciną z Wiszniewa i Wołmy. Jerzy pobudował na miejscu drewnianego kościoła murowany.  Początkowo wymurował kaplice (najstarsza została zbudowana w 1626 r.) a całość ukończono w 1641 r. Konsekrował świątynię pańską dnia 18 października 1675 r. Mikołaj Słupski sufragan wileński.
Do dóbr wiszniewskich należał m.in. folwark Podbrzeź. 13 września 1646 r. Jerzy Chreptowicz przyznał list na wolny wstęp do puszczy wiszniewskiej poddanym tego folwarku. Zezwalał drzewo brać na budowanie i drwa na opał; byleby obcy ludzie między nimi w używanie tej puszczy nie wdzierali się, ani sami na stronę drzewa nie sprzedawali. W zamian za to żądał powinności w postaci obrony puszczy, także i na rozjazd gdzie by tego czas jaki ukazował; również i na łowy dopomagać.
Kiedy dokładnie Jerzy Chreptowicz otrzymał Lipsk, trudno powiedzieć. W 1630 r. dobra Lipsk były już podzielone na dwie części. Pierwsza część zwana dobrami Krasnybór dostała się Eustachemu, synowi Adama, założycielowi linii krasnoborskiej, a Lipsk właśnie Jerzemu.  W 1630 r. Jerzy oddał Lipsk w arendę na 4 lata Józefowi Grotowskiemu i małżonce jego Katarzynie Chodkowskiej za sumę 5250 zł. Majętność została wydzierżawiona Grotkowskim ze wszystkim, a więc z dworem i zabudowaniami, inwentarzem, zasiewem, poddanymi, z miasteczkiem Lipskiem, z mieszczanami i arendami, z wsiami Bartnikami, Kopczanami z jeziorem Serwy, z barciami nad tym jeziorem i wszelkimi opłatami. Kontrakt opisywał szczegółowe warunki arendy, wśród których były m.in. postanowienia dotyczące cerkwi lipskiej: świeszczennik, przy cerkwi w miasteczku mieszkający, żadnej nigdy powinności dworowi pełnić niema, okrom urzędowi jego należącej. Według kontraktu Grotowscy zobowiązywali się oddawać kapłanowi dziesięciny na każdy rok po 30 kop różnego zboża oraz drzewo według potrzeby. Zastawnicy zobowiązywali się też nie posyłać poddanych lipskich podwodami ani do Królewca, ani do Wilna nie dalej niż 12 mil od Lipska. Dom w Grodnie należący do Jerzego Chreptowicza, został od Lipska odłączony na wyłączną jego potrzebę.  W 1639 r. Jerzy potwierdził fundusze cerkiewne w majętności Lipsk.
Jerzy Chreptowicz był fundatorem kościoła i klasztoru dominikańskiego na Łukiszkach w Wilnie. Mając tu pałac, a z niego widok na cmentarz, na którym miano grzebać ubogich mieszkańców Wilna, zdjęty litością ofiarował 4 000 zł i polecił księdzu Kamińskiemu przeorowi dominikanów wileńskich, wystawienie na cmentarzu kościoła drewnianego. W 1642 r. wybudowano kościół i poświęcono go pod wezwaniem św. Filipa i Jakuba. Następnie wybudowano niewielki klasztor, którego przeorem został ks. Mikołaj Dąbrowski. Biskup wileński Abraham Wojna nadał przywilej na parafię.
W 1648 r. Jerzy Chreptowicz powiększył fundusz zapisując 16 000 zł, na dobrach Ostrów w województwie mińskim. Dominikanie obowiązani byli grzebać ubogich bezpłatnie. W 1655 r. kościół spłonął a z procentów dóbr Ostrów, staraniem ks. Michała Wojniłłowicza doktora teologii zbudowano nowy kościół drewniany. W związku z faktem, że dominikanie posiadali obraz Matki Bożej, (uznany za cudowny w 1688 r. przez bp Konstantego Brzostowskiego) skromna świątynia nie była w stanie pomieścić licznych pielgrzymów. Tak więc w 1690 r. położono kamień węgielny pod obszerny kościół murowany, który w zupełności został ukończony w 1746 r.
Jerzy Chreptowicz posiadał szmat puszczy nad rzekami Niewiażą i Kotrą, graniczącą z puszczami królewskimi.
W 1648 roku był elektorem Jana II Kazimierza Wazy z województwa mińskiego.
Pod koniec swego życia wojewoda nowogródzki był posesjonatem dóbr: Lipska w powiecie grodzieńskim, Wiszniewa, Wolanowa, Gojcieniszek, Dowbuciszek, Giedejszyszek w powiecie oszmiańskim, Głębokiego, Mackiszek, Hornostaiszek w powiecie lidzkim. Posiadał dwór w Wilnie na Łukiszkach, kamienice w Wilnie i Grodnie.  Miał też plac w Wilnie przy ulicy Skopowej. Wynika to z wpisów do akt kapituły, gdzie jednym z zapisów polecono o placu na Skopówce z panem Chreptowiczem traktować.  Inny zapis to akt sprzedaży domu krawca Józefa Nicewicza na Skopowej ulicy leżący między domami Jerzego Doroszkiewicza i podle placu Jerzego Chreptowicza z drugiej strony.  Znaczne dochody musiał też czerpać z nadanych sobie leśnictw: orańskiego, przełajskiego i mereckiego.

## Koligacje
Żoną Jerzego była Zuzanna Nonhartówna, z którą ożenił się w 1611.  Zuzana była córką Piotra Nonharta. Nonhartowie byli nowym rodem przybyłym prawdopodobnie z Niderlandów, nie przyniosło więc to małżeństwo Jerzemu jakichś wyjątkowych korzyści, które by rzutowały na jego karierę. Zuzanna zmarła w Wilnie 9 grudnia 1645 r., a pochowana została w Gojcieniszkach 6 lutego 1646 r.
Z Zuzanną miał czterech synów: Bogdana, który zginął bezpotomnie, Adama, Jerzego, Jana i trzy córki: Annę, zmarłą w dzieciństwie, Elżbietę, o której bliżej nic nie wiadomo oraz Zuzannę, która wyszła za Tomasza Sapiehę wojewodę nowogródzkiego, a więc za przedstawiciela niewątpliwie magnackiego rodu, co świadczy o wysokiej już pozycji Jerzego.  Ślub miał miejsce przed 1637 r. Sapieha w tymże roku występował jako ciwun korszewski i starosta hajeński. W związku z brakiem potomstwa z tego związku starostwo hajeńskie przeszło na Chreptowiczów - brata Zuzanny Jerzego. Zuzanna miała też swój posagowy wniosek oparty na Korcianach.

## Literatura dodatkowa
- Ryszard Mienicki: Chreptowicz (Chrebtowicz) Jerzy. W: Polski Słownik Biograficzny. T. 3: Brożek Jan – Chwalczewski Franciszek. Kraków: Polska Akademia Umiejętności – Skład Główny w Księgarniach Gebethnera i Wolffa, 1937, s. 441. Reprint: Zakład Narodowy im. Ossolińskich, Kraków 1989, ISBN 83-04-03291-0